# Gaku Shibasaki
Gaku Shibasaki (柴崎 岳?, Shibasaki Gaku; Aomori, 28 maggio 1992) è un calciatore giapponese, centrocampista dei Kashima Antlers, di cui è capitano.
Con la nazionale giapponese è stato vicecampione d'Asia nel 2019.

## Biografia
Shibasaki ha due fratelli maggiori, di cui uno lo ha introdotto al calcio. Crescendo, Shibasaki ha dichiarato in un'intervista di ambire a diventare un calciatore, non avendo interessi in nulla tranne che nel calcio. Ha anche idolatrato Alessandro Del Piero, Francesco Totti e Hidetoshi Nakata. In un'intervista gli è stato chiesto come aumenta la sua concentrazione prima della partita, e Shibasaki ha risposto: "Innanzitutto, inizio creando il mio mondo. Creo i miei sensi, spazi e ritmi. Allo stesso tempo, divento più concentrato essendo consapevole del mio ambiente. Sto facendo qualcosa laggiù, prendo qualcosa e riconosco il movimento nello spazio."
Ha iniziato una relazione con l'attrice e cantante Erina Mano, ma la loro relazione non è stata resa pubblica fino al 25 novembre 2017. Si sono sposati il 16 luglio 2018. L'8 luglio 2024 la coppia annuncia la nascita del loro primo figlio.
Nel settembre 2015 è stato annunciato che Shibasaki è stato nominato leader di supporto per il 94º Campionato Nazionale di Calcio delle Scuole Superiori. Oltre a parlare giapponese, ha imparato il galiziano e ha ammesso durante una conferenza stampa del Deportivo La Coruña che il suo spagnolo non è buono. Shibasaki ha anche parlato della vita in Spagna. Alla luce della pandemia di COVID-19, Shibasaki ha pubblicato un messaggio sul suo account dei social media, invitando le persone a restare a casa.

## Caratteristiche tecniche
La dote principale di Shibasaki è la capacità di essere utile in ogni zona del centrocampo: da quando è arrivato a giocare nei professionisti, è stato in grado di giocare da centrocampista centrale, regista arretrato, trequartista e su entrambe le fasce (esterno sia in un 4-2-3-1 che in un 4-3-3). A questo, Shibasaki accompagna un buon tiro dalla distanza e un piede destro educato, nonché una discreta capacità di destreggiarsi nel dribbling, oltre che nell'impostazione e nel recuperare palloni grazie alla sua buona visione di gioco.

## Carriera

### Club

#### Kashima Antlers
Il 18 dicembre 2016 Shibasaki è autore di una grande prestazione nella finale del Mondiale per club 2016 svoltosi proprio in Giappone: contro i campioni d'Europa in carica del Real Madrid, realizza una doppietta che ribalta lo svantaggio iniziale; nel corso del match, il Real Madrid trova il pareggio e nei tempi supplementari vince la sfida per 4-2. Dopo la sfida con il club spagnolo, viene premiato con il Pallone di bronzo della competizione, andando sul podio con Cristiano Ronaldo e Luka Modrić.

#### Tenerife
Grazie alla sua ottima prestazione nella finale contro il Real Madrid con i colori del Kashima Antlers, Shibasaki è andato in Spagna a fare un provino con l'UD Las Palmas che fallì; dunque il centrocampista nipponico è andato a giocare in seconda divisione spagnola, più precisamente nel CD Tenerife (con il sogno di ottenere la promozione per la massima divisione spagnola), dove, dopo un difficile ambientamento sull'isola, il 19 marzo 2017 riesce a debuttare nella partita di campionato contro il Reus Deportiu entrando al 74º al posto di Aitor Sanz.
Il 28 maggio 2017, giorno del suo 25º compleanno, fa il suo primo gol al 30º minuto di gioco con la maglia del CD Tenerife, in una partita di campionato contro l'Alcorcón.
A maggio viene nominato giocatore del mese.

#### Getafe
A causa della mancata promozione in Primera División con il CD Tenerife, nell'estate del 2017 si trasferisce al Getafe, prendendo la maglia numero 10.
Fa il suo debutto nella prima serie spagnola il 20 agosto 2017, nella prima partita di campionato contro l'Athletic Club (0-0). Il 16 settembre è autore del momentaneo vantaggio del Getafe contro il Barcellona.

#### Deportivo
Il 14 luglio 2019 si trasferisce al Deportivo La Coruña.

#### Leganés
Il 4 settembre 2020 viene acquistato dal Leganés.

### Nazionale
Fa il suo debutto in nazionale il 9 settembre 2014, contro il Venezuela, dove trova subito la rete grazie all'assist di Shinji Okazaki.
Con la maglia della Nazionale si rende protagonista nella Coppa d'Asia 2015 nella partita contro gli Emirati Arabi Uniti, nei quarti di finale, realizzando il gol, nei minuti finali, che porta la partita ai supplementari. Dopodiché realizza il terzo rigore nella lotteria dei calci di rigore; in quella partita, a causa degli errori dal dischetto delle due stelle Keisuke Honda e Shinji Kagawa, la nazionale nipponica viene eliminata dal torneo.
In una partita contro l'Uzbekistan del 31 marzo 2015, Shibasaki fa partire con tutta calma un pallonetto da metà campo che supera il portiere uzbeko e che finisce in rete grazie al suo compagno di squadra, Shinji Okazaki, che ha protetto il pallone fino all'ultimo per dargli il merito del gol.
Dopo quasi due anni a sorpresa viene chiamato in nazionale per le partite di qualificazione a Russia 2018 contro l'Australia e l'Arabia Saudita, giocando solo contro quest'ultima. Successivamente viene convocato per i Mondiali 2018, dove disputa tutte le 4 gare giocate dal Giappone eliminato agli ottavi dal Belgio (3-2 per il belgi il risultato finale); contro i belgi Shibasaki ha fornito a Genki Haraguchi l'assist per il momentaneo 1-0 dei nipponici a inizio ripresa.
Viene inserito nella lista dei 26 convocati per il Mondiale 2022, non venendo tuttavia mai impiegato nelle 4 partite disputate dal Giappone.

## Statistiche

### Presenze e reti nei club
Statistiche aggiornate al 7 agosto 2024.
| Stagione               | Club                   | Campionato             | Campionato | Campionato | Coppe nazionali | Coppe nazionali | Coppe nazionali | Coppe continentali | Coppe continentali | Coppe continentali | Supercoppe | Supercoppe | Supercoppe | Totale | Totale |
| Stagione               | Club                   | Comp                   | Pres       | Reti       | Comp            | Pres            | Reti            | Comp               | Pres               | Reti               | Comp       | Pres       | Reti       | Pres   | Reti   |
| ---------------------- | ---------------------- | ---------------------- | ---------- | ---------- | --------------- | --------------- | --------------- | ------------------ | ------------------ | ------------------ | ---------- | ---------- | ---------- | ------ | ------ |
| 2011                   | Kashima Antlers        | J1                     | 13         | 0          | CG+CdL          | 3+3             | 0+1             | ACL                | 1                  | 0                  | -          | -          | -          | 20     | 1      |
| 2012                   | Kashima Antlers        | J1                     | 31         | 1          | CG+CdL          | 4+9             | 0+3             | -                  | -                  | -                  | SBC        | 1          | 0          | 45     | 4      |
| 2013                   | Kashima Antlers        | J1                     | 34         | 2          | CG+CdL          | 2+8             | 0               | -                  | -                  | -                  | SBC        | 1          | 0          | 45     | 2      |
| 2014                   | Kashima Antlers        | J1                     | 34         | 6          | CG+CdL          | 1+6             | 0               | -                  | -                  | -                  | -          | -          | -          | 41     | 6      |
| 2015                   | Kashima Antlers        | J1                     | 29         | 5          | CG+CdL          | 0+1             | 0               | ACL                | 6                  | 2                  | -          | -          | -          | 36     | 7      |
| 2016                   | Kashima Antlers        | J1                     | 31+2       | 3+0        | CG+CdL          | 4+4             | 1+0             | -                  | -                  | -                  | SBC+Cmc    | 1+4        | 0+2        | 46     | 6      |
| gen.-giu. 2017         | Tenerife               | SD                     | 12+4       | 1+1        | -               | -               | -               | -                  | -                  | -                  | -          | -          | -          | 16     | 2      |
| 2017-2018              | Getafe                 | PD                     | 22         | 1          | CR              | 0               | 0               | -                  | -                  | -                  | -          | -          | -          | 22     | 1      |
| 2018-2019              | Getafe                 | PD                     | 7          | 0          | CR              | 2               | 0               | -                  | -                  | -                  | -          | -          | -          | 9      | 0      |
| Totale Getafe          | Totale Getafe          | Totale Getafe          | 29         | 1          |                 | 2               | 0               |                    | -                  | -                  |            | -          | -          | 31     | 1      |
| 2019-2020              | Deportivo La Coruña    | SD                     | 26         | 0          | CR              | 1               | 0               | -                  | -                  | -                  | -          | -          | -          | 27     | 0      |
| 2020-2021              | Leganés                | SD                     | 34         | 2          | CR              | 1               | 0               | -                  | -                  | -                  | -          | -          | -          | 35     | 2      |
| 2021-2022              | Leganés                | SD                     | 34         | 3          | CR              | 0               | 0               | -                  | -                  | -                  | -          | -          | -          | 34     | 3      |
| 2022-2023              | Leganés                | SD                     | 30         | 0          | CR              | 0               | 0               | -                  | -                  | -                  | -          | -          | -          | 30     | 0      |
| Totale Leganés         | Totale Leganés         | Totale Leganés         | 98         | 5          |                 | 1               | 0               |                    | -                  | -                  |            | -          | -          | 99     | 5      |
| set.-dic. 2023         | Kashima Antlers        | J1                     | 3          | 0          | CdL             | 1               | 0               | -                  | -                  | -                  | -          | -          | -          | 4      | 0      |
| 2024                   | Kashima Antlers        | J1                     | 10         | 0          | CG+CdL          | 1+1             | 0               | -                  | -                  | -                  | -          | -          | -          | 12     | 0      |
| Totale Kashima Antlers | Totale Kashima Antlers | Totale Kashima Antlers | 187        | 17         |                 | 48              | 5               |                    | 7                  | 2                  |            | 7          | 2          | 249    | 26     |
| Totale carriera        | Totale carriera        | Totale carriera        | 356        | 25         |                 | 52              | 5               |                    | 7                  | 2                  |            | 7          | 2          | 422    | 34     |

### Cronologia presenze e reti in nazionale
| Cronologia completa delle presenze e delle reti in nazionale ― Giappone | Cronologia completa delle presenze e delle reti in nazionale ― Giappone | Cronologia completa delle presenze e delle reti in nazionale ― Giappone | Cronologia completa delle presenze e delle reti in nazionale ― Giappone | Cronologia completa delle presenze e delle reti in nazionale ― Giappone | Cronologia completa delle presenze e delle reti in nazionale ― Giappone | Cronologia completa delle presenze e delle reti in nazionale ― Giappone | Cronologia completa delle presenze e delle reti in nazionale ― Giappone |
| Data                                                                    | Città                                                                   | In casa                                                                 | Risultato                                                               | Ospiti                                                                  | Competizione                                                            | Reti                                                                    | Note                                                                    |
| ----------------------------------------------------------------------- | ----------------------------------------------------------------------- | ----------------------------------------------------------------------- | ----------------------------------------------------------------------- | ----------------------------------------------------------------------- | ----------------------------------------------------------------------- | ----------------------------------------------------------------------- | ----------------------------------------------------------------------- |
| 9-9-2014                                                                | Yokohama                                                                | Giappone                                                                | 2 – 2                                                                   | Venezuela                                                               | Amichevole                                                              | 1                                                                       |                                                                         |
| 10-10-2014                                                              | Niigata                                                                 | Giappone                                                                | 1 – 0                                                                   | Giamaica                                                                | Amichevole                                                              | -                                                                       |                                                                         |
| 14-10-2014                                                              | Singapore                                                               | Giappone                                                                | 0 – 4                                                                   | Brasile                                                                 | Amichevole                                                              | -                                                                       | 84’                                                                     |
| 14-11-2014                                                              | Toyota                                                                  | Giappone                                                                | 6 – 0                                                                   | Honduras                                                                | Amichevole                                                              | -                                                                       | 70’                                                                     |
| 20-1-2015                                                               | Melbourne                                                               | Giappone                                                                | 2 – 0                                                                   | Giordania                                                               | Coppa d'Asia 2015 - 1º turno                                            | -                                                                       | 87’                                                                     |
| 23-1-2015                                                               | Sydney                                                                  | Giappone                                                                | 1 – 1 dts (4 – 5 dtr)                                                   | Emirati Arabi Uniti                                                     | Coppa d'Asia 2015 - Quarti di finale                                    | 1                                                                       | 54’                                                                     |
| 31-3-2015                                                               | Tokyo                                                                   | Giappone                                                                | 5 – 1                                                                   | Uzbekistan                                                              | Amichevole                                                              | 1                                                                       | 68’                                                                     |
| 11-6-2015                                                               | Yokohama                                                                | Giappone                                                                | 4 – 0                                                                   | Iraq                                                                    | Amichevole                                                              | -                                                                       | 85’                                                                     |
| 16-6-2015                                                               | Saitama                                                                 | Giappone                                                                | 0 – 0                                                                   | Singapore                                                               | Qual. Mondiali 2018                                                     | -                                                                       | 71’                                                                     |
| 2-8-2015                                                                | Wuhan                                                                   | Corea del Nord                                                          | 2 – 1                                                                   | Giappone                                                                | Coppa dell'Asia orientale 2015                                          | -                                                                       | 56’                                                                     |
| 5-8-2015                                                                | Wuhan                                                                   | Giappone                                                                | 1 – 1                                                                   | Corea del Sud                                                           | Coppa dell'Asia orientale 2015                                          | -                                                                       |                                                                         |
| 9-8-2015                                                                | Wuhan                                                                   | Cina                                                                    | 1 – 1                                                                   | Giappone                                                                | Coppa dell'Asia orientale 2015                                          | -                                                                       | 74’                                                                     |
| 13-10-2015                                                              | Teheran                                                                 | Iran                                                                    | 1 – 1                                                                   | Giappone                                                                | Amichevole                                                              | -                                                                       | 71’                                                                     |
| 5-9-2017                                                                | Gedda                                                                   | Arabia Saudita                                                          | 1 – 0                                                                   | Giappone                                                                | Qual. Mondiali 2018                                                     | -                                                                       | 80’                                                                     |
| 27-3-2018                                                               | Liegi                                                                   | Giappone                                                                | 1 – 2                                                                   | Ucraina                                                                 | Amichevole                                                              | -                                                                       | 80’                                                                     |
| 30-5-2018                                                               | Yokohama                                                                | Giappone                                                                | 0 – 2                                                                   | Ghana                                                                   | Amichevole                                                              | -                                                                       | 60’                                                                     |
| 8-6-2018                                                                | Lugano                                                                  | Svizzera                                                                | 2 – 0                                                                   | Giappone                                                                | Amichevole                                                              | -                                                                       | 70’ 73’                                                                 |
| 12-6-2018                                                               | Innsbruck                                                               | Giappone                                                                | 4 – 2                                                                   | Paraguay                                                                | Amichevole                                                              | -                                                                       |                                                                         |
| 19-6-2018                                                               | Saransk                                                                 | Colombia                                                                | 1 – 2                                                                   | Giappone                                                                | Mondiali 2018 - 1º turno                                                | -                                                                       | 80’                                                                     |
| 24-6-2018                                                               | Ekaterinburg                                                            | Giappone                                                                | 2 – 2                                                                   | Senegal                                                                 | Mondiali 2018 - 1º turno                                                | -                                                                       |                                                                         |
| 28-6-2018                                                               | Volgograd                                                               | Giappone                                                                | 0 – 1                                                                   | Polonia                                                                 | Mondiali 2018 - 1º turno                                                | -                                                                       |                                                                         |
| 2-7-2018                                                                | Rostov sul Don                                                          | Belgio                                                                  | 3 – 2                                                                   | Giappone                                                                | Mondiali 2018 - Ottavi di finale                                        | -                                                                       | 40’ 81’                                                                 |
| 12-10-2018                                                              | Niigata                                                                 | Giappone                                                                | 3 – 0                                                                   | Panama                                                                  | Amichevole                                                              | -                                                                       | 88’                                                                     |
| 16-10-2018                                                              | Saitama                                                                 | Giappone                                                                | 4 – 3                                                                   | Uruguay                                                                 | Amichevole                                                              | -                                                                       | 74’                                                                     |
| 16-11-2018                                                              | Ōita                                                                    | Giappone                                                                | 1 – 1                                                                   | Venezuela                                                               | Amichevole                                                              | -                                                                       |                                                                         |
| 20-11-2018                                                              | Toyota                                                                  | Giappone                                                                | 4 – 0                                                                   | Kirghizistan                                                            | Amichevole                                                              | -                                                                       | 60’                                                                     |
| 9-1-2019                                                                | Abu Dhabi                                                               | Giappone                                                                | 3 – 2                                                                   | Turkmenistan                                                            | Coppa d'Asia 2019 - 1º turno                                            | -                                                                       |                                                                         |
| 13-1-2019                                                               | Abu Dhabi                                                               | Oman                                                                    | 0 – 1                                                                   | Giappone                                                                | Coppa d'Asia 2019 - 1º turno                                            | -                                                                       |                                                                         |
| 21-1-2019                                                               | Sharjah                                                                 | Giappone                                                                | 1 – 0                                                                   | Arabia Saudita                                                          | Coppa d'Asia 2019 - Ottavi di finale                                    | -                                                                       |                                                                         |
| 24-1-2019                                                               | Dubai                                                                   | Vietnam                                                                 | 0 – 1                                                                   | Giappone                                                                | Coppa d'Asia 2019 - Quarti di finale                                    | -                                                                       |                                                                         |
| 28-1-2019                                                               | al-'Ayn                                                                 | Iran                                                                    | 0 – 3                                                                   | Giappone                                                                | Coppa d'Asia 2019 - Semifinale                                          | -                                                                       |                                                                         |
| 1-2-2019                                                                | Abu Dhabi                                                               | Giappone                                                                | 1 – 3                                                                   | Qatar                                                                   | Coppa d'Asia 2019 - Finale                                              | -                                                                       | 20’                                                                     |
| 22-3-2019                                                               | Yokohama                                                                | Giappone                                                                | 0 – 1                                                                   | Colombia                                                                | Amichevole                                                              | -                                                                       | cap. 68’                                                                |
| 26-3-2019                                                               | Kobe                                                                    | Giappone                                                                | 1 – 0                                                                   | Bolivia                                                                 | Amichevole                                                              | -                                                                       | 69’                                                                     |
| 5-6-2019                                                                | Toyota                                                                  | Giappone                                                                | 0 – 0                                                                   | Trinidad e Tobago                                                       | Amichevole                                                              | -                                                                       | cap.                                                                    |
| 9-6-2019                                                                | Rifu                                                                    | Giappone                                                                | 2 – 0                                                                   | El Salvador                                                             | Amichevole                                                              | -                                                                       | 80’                                                                     |
| 18-6-2019                                                               | San Paolo                                                               | Giappone                                                                | 0 – 4                                                                   | Cile                                                                    | Coppa America 2019 - 1º turno                                           | -                                                                       | cap.                                                                    |
| 21-6-2019                                                               | Porto Alegre                                                            | Uruguay                                                                 | 2 – 2                                                                   | Giappone                                                                | Coppa America 2019 - 1º turno                                           | -                                                                       | cap.                                                                    |
| 25-6-2019                                                               | Belo Horizonte                                                          | Ecuador                                                                 | 1 – 1                                                                   | Giappone                                                                | Coppa America 2019 - 1º turno                                           | -                                                                       | cap.                                                                    |
| 5-9-2019                                                                | Kashima                                                                 | Giappone                                                                | 2 – 0                                                                   | Paraguay                                                                | Amichevole                                                              | -                                                                       | 76’                                                                     |
| 10-9-2019                                                               | Yangon                                                                  | Birmania                                                                | 0 – 2                                                                   | Giappone                                                                | Qual. Mondiali 2022                                                     | -                                                                       |                                                                         |
| 10-10-2019                                                              | Saitama                                                                 | Giappone                                                                | 6 – 0                                                                   | Mongolia                                                                | Qual. Mondiali 2022                                                     | -                                                                       |                                                                         |
| 15-10-2019                                                              | Dushanbe                                                                | Tagikistan                                                              | 0 – 3                                                                   | Giappone                                                                | Qual. Mondiali 2022                                                     | -                                                                       |                                                                         |
| 14-11-2019                                                              | Biškek                                                                  | Kirghizistan                                                            | 0 – 2                                                                   | Giappone                                                                | Qual. Mondiali 2022                                                     | -                                                                       |                                                                         |
| 19-11-2019                                                              | Suita                                                                   | Giappone                                                                | 1 – 4                                                                   | Venezuela                                                               | Amichevole                                                              | -                                                                       | cap.                                                                    |
| 9-10-2020                                                               | Utrecht                                                                 | Giappone                                                                | 0 – 0                                                                   | Camerun                                                                 | Amichevole                                                              | -                                                                       |                                                                         |
| 13-10-2020                                                              | Utrecht                                                                 | Giappone                                                                | 1 – 0                                                                   | Costa d'Avorio                                                          | Amichevole                                                              | -                                                                       |                                                                         |
| 12-11-2020                                                              | Graz                                                                    | Giappone                                                                | 1 – 0                                                                   | Panama                                                                  | Amichevole                                                              | -                                                                       | 82’                                                                     |
| 17-11-2020                                                              | Graz                                                                    | Giappone                                                                | 0 – 2                                                                   | Messico                                                                 | Amichevole                                                              | -                                                                       | 57’                                                                     |
| 2-9-2021                                                                | Suita                                                                   | Giappone                                                                | 0 – 1                                                                   | Oman                                                                    | Qual. Mondiali 2022                                                     | -                                                                       |                                                                         |
| 7-9-2021                                                                | Doha                                                                    | Cina                                                                    | 0 – 1                                                                   | Giappone                                                                | Qual. Mondiali 2022                                                     | -                                                                       |                                                                         |
| 7-10-2021                                                               | Gedda                                                                   | Arabia Saudita                                                          | 1 – 0                                                                   | Giappone                                                                | Qual. Mondiali 2022                                                     | -                                                                       | 73’                                                                     |
| 12-10-2021                                                              | Saitama                                                                 | Giappone                                                                | 2 – 1                                                                   | Australia                                                               | Qual. Mondiali 2022                                                     | -                                                                       | 84’                                                                     |
| 11-11-2021                                                              | Hanoi                                                                   | Vietnam                                                                 | 0 – 1                                                                   | Giappone                                                                | Qual. Mondiali 2022                                                     | -                                                                       | 75’                                                                     |
| 16-11-2021                                                              | Mascate                                                                 | Oman                                                                    | 0 – 1                                                                   | Giappone                                                                | Qual. Mondiali 2022                                                     | -                                                                       | 46’                                                                     |
| 29-3-2022                                                               | Saitama                                                                 | Giappone                                                                | 1 – 1                                                                   | Vietnam                                                                 | Qual. Mondiali 2022                                                     | -                                                                       | 49’ 62’                                                                 |
| 6-6-2022                                                                | Tokyo                                                                   | Giappone                                                                | 0 – 1                                                                   | Brasile                                                                 | Amichevole                                                              | -                                                                       | 81’                                                                     |
| 10-6-2022                                                               | Kobe                                                                    | Giappone                                                                | 4 – 1                                                                   | Ghana                                                                   | Amichevole                                                              | -                                                                       |                                                                         |
| 27-9-2022                                                               | Düsseldorf                                                              | Giappone                                                                | 0 – 0                                                                   | Ecuador                                                                 | Amichevole                                                              | -                                                                       | cap. 67’                                                                |
| 17-11-2022                                                              | Dubai                                                                   | Giappone                                                                | 1 – 2                                                                   | Canada                                                                  | Amichevole                                                              | -                                                                       | cap.                                                                    |
| Totale                                                                  |                                                                         | Presenze                                                                | 60                                                                      |                                                                         | Reti                                                                    | 3                                                                       |                                                                         |

## Palmarès

### Club

#### Competizioni nazionali
- Coppa J. League: 3

Kashima Antlers: 2011, 2012, 2015
- Campionato giapponese: 1

Kashima Antlers: 2016
- Coppa dell'Imperatore: 1

Kashima Antlers: 2016

#### Competizioni internazionali
- Coppa Suruga Bank: 2

Kashima Antlers: 2012, 2013

### Individuale
- Miglior giocatore della Coppa J. League: 1

2012
- Miglior giovane della J.League: 1

2012
- All-Star Team della Coppa d'Asia: 2019